# Kurt Röttgers
Kurt Röttgers (* 21. Juli 1944 in Marienwerder) ist ein deutscher Philosoph und war bis 2009 Professor für Philosophie an der Fernuniversität in Hagen.

## Leben und Wirken
Kurt Röttgers studierte von 1964 bis 1969 Philosophie, Germanistik und Allgemeine Sprachwissenschaften an der Rheinischen Friedrich-Wilhelms-Universität Bonn und der Ruhr-Universität Bochum. Von 1970 bis 1983 war er Wissenschaftlicher Assistent an der Universität Bielefeld. 1972 promovierte er an der Ruhr-Universität Bochum zum Dr. phil., 1981 folgte die Habilitation an der Justus-Liebig-Universität Gießen. Von 1984 bis 2009 forschte und lehrte Röttgers als Professor für Philosophie, insbesondere Praktische Philosophie, an der FernUniversität in Hagen. Im August 2009 ging er in Pension. Noch im selben Jahr übernahm Röttgers eine Gastprofessur an der Technischen und Wirtschaftswissenschaftlichen Universität Budapest (Budapesti Műszaki és Gazdaságtudományi Egyetem). 2010 wurde er zum Ehrenmitglied der Ungarischen Akademie der Wissenschaften in Budapest ernannt.
Röttgers Arbeitsschwerpunkt lag bis 2007 bei der Philosophischen Begriffsgeschichte und der Geschichtsphilosophie und liegt nach wie vor bei der Sozialphilosophie. Diese versteht Röttgers als eine Forschung danach, wie „in den unzähligen sozialen Beziehungen und ihren Pathologien Sozialität und Subjektivität konstituiert werden. Gefragt wird dabei vor dem Hintergrund des Verhältnisses von Selbst und Anderem insbesondere nach der konstitutiven Rolle des Dritten.“
Mit der Philosophischen Begriffsgeschichte begann Röttgers 1973, als er in die Herausgeberschaft des Historischen Wörterbuchs der Philosophie eintrat, der er bis 2007 angehörte. Ihm ist „die Rekonstruktion der Genese von Begriffen … auch jeweils die Geschichte einer Problemstellung. Daraus ergeben sich systematische Perspektiven, die aus einer allein sachorientierten Forschung nicht zu gewinnen sind.“
Zur Geschichtsphilosophie fand Röttgers 1977. Da „Geschichte … stets eine von Geschichten“ ist, bemühte er sich in seinen diesbezüglichen Forschungen „um das Verständnis dessen wie Narrativität und Geschichte zusammenhängen, wie im kommunikativen Text sich Zeit und Erinnerung einschreibt.“
Seit ca. 2000 verlagerte sich das Hauptarbeitsgebiet von Röttgers von der Geschichtsphilosophie in die Sozialphilosophie. Aus diesem Arbeitsgebiet stammen die Arbeiten „Kategorien der Sozialphilosophie“ und „Das Soziale als kommunikativer Text“. Seine postmoderne Perspektive stellt dabei das Zwischen, die Medialität, ins Zentrum der Überlegungen statt der Subjektzentrierung von Moderne und Spätmoderne. Dieses Zwischen ist konkretisiert im Begriff des „kommunikativen Textes“, der die Funktionspositionen von Selbst und Anderem sowie des Dritten in nicht festgelegter Weise aufeinander beziehen lässt, so zuletzt in Das Soziale denken. Leitlinien einer Philosophie des kommunikativen Textes.
Anlässlich seines 80. Geburtstag im Jahre 2024 brachte der Fink Verlag eine Festschrift unter der Herausgeberschaft von Reinhold Clausjürgens und Monika Schmitz-Emans mit dem Titel (Um-)Wege zu einer Sozialphilosophie der Postmoderne. Philosophische Exkursionen – Festschrift für Kurt Röttgers zum 80. Geburtstag heraus. Die Festschrift enthält u. a. Beiträge von Jan Peter Beckmann, Wolfgang Mack, Klaus Lichtblau, Thomas Bedorf, Ralf Konersmann, Christoph Hubig und Monika Schmitz-Emans.

## Veröffentlichungen

### Monographien (Auswahl)
- Kritik und Praxis. Zur Geschichte des Kritikbegriffs von Kant bis Marx. (Quellen und Studien zur Philosophie, Band 8) Verlag de Gruyter, Berlin 1975, ISBN 978-3-11-004604-5 (auch als E-Book).
- Der kommunikative Text und die Zeitstruktur von Geschichten. Verlag Karl Alber, Freiburg i. Br. / München 1982, ISBN 3-495-47504-4
- Texte und Menschen. Verlag Königshausen & Neumann, Würzburg 1983, ISBN 978-3-88479-133-2.
- Spuren der Macht. Zur Begriffsgeschichte und Systematik. 2. leicht verbesserte Aufl., Verlag Karl Alber, Freiburg i. Br. / München 1990 (2002 als PDF-Datei über die Webseite des Verfassers).
- Kants Kollege und seine ungeschriebene Schrift über die Zigeuner. Manutius Verlag, Heidelberg 1993, ISBN 3-925678-41-7.
- Sozialphilosophie. Macht – Seele – Fremdheit. Verlag Die Blaue Eule, Essen 1997.
- Die Lineatur der Geschichte. (Philosophie & Repräsentation Bd. 6) Rodopi, Amsterdam/Atlanta 1998, ISBN 978-90-420-0514-3.
- Kategorien der Sozialphilosophie. (Sozialphilosophische Studien Bd. 1) Scriptum Verlag, Magdeburg 2002, ab 2003: Parerga Verlag Berlin, ISBN 3-933046-55-6.
- Metabasis. Philosophie der Übergänge. (Sozialphilosophische Studien Bd. 4) Scriptum Verlag, Magdeburg 2002, ab 2003: Parerga Verlag Berlin, ISBN 978-3-930450-92-3.
- Teufel und Engel. (Bibliothek dialektischer Grundbegriffe). transcript Verlag, Bielefeld. 2005, ISBN 978-3-89942-300-6.
- mit Wolfgang Mack: Gesellschaftsleben und Seelenleben. Anknüpfungen an Gedanken von Georg Simmel (Philosophie und Psychologie im Dialog, Bd 1). Verlag Vandenhoeck & Ruprecht, Göttingen 2007, ISBN 978-3-525-45170-0.
- Kritik der kulinarischen Vernunft. Ein Menü der Sinne nach Kant. transcript Verlag, Bielefeld 2009, ISBN 978-3-8376-1215-8.
- Das Soziale als kommunikativer Text. Eine postanthropologische Sozialphilosophie. transcript Verlag, Bielefeld 2012, ISBN 978-3-8376-2199-0.
- Kopflos im Labyrinth. Die Blaue Eule, Essen 2013, ISBN 978-3-89924-353-6.
- Identität als Ereignis. Zur Neufindung eines Begriffs. Bielefeld: transcript Verlag 2016, ISBN 978-3-8376-3391-7.
- Das Soziale denken. Leitlinien einer Philosophie des kommunikativen Textes. Velbrück Wissenschaft, Weilerswist 2021, ISBN 978-3-95832-239-4.
- Monetäre Textualität. Marburg: Metropolis, 2022, ISBN 978-3-7316-1508-8.

### Herausgeberschaft (Auswahl)
- Historisches Wörterbuch der Philosophie. Hrsg. v. Joachim Ritter, Karlfried Gründer und Gottfried Gabriel. Verlag Schwabe, Basel, Stuttgart und Darmstadt, ISBN 978-3-7965-0115-9. Bde. III-XII (1974–2005).
- Sozialphilosophische Studien. Scriptum Verlag, Magdeburg 2002, ab 2003: Parerga Verlag Berlin. Bis 2007: 10 Bände
- mit Weyma Lübbe und Hans M. Sass: Politik und Kultur nach der Aufklärung. Festschrift Hermann Lübbe zum 65. Geburtstag. Verlag Schwabe, Basel 1993, ISBN 978-3-7965-0946-9.
- mit Wieland Jäger: Sinn von Arbeit. Soziologische und wirtschaftsphilosophische Betrachtungen. Vs Verlag, Wiesbaden 2008, ISBN 978-3-531-15375-9.
- mit Thomas Bedorf: Die französische Philosophie im 20. Jahrhundert. Ein Autorenhandbuch. Wissenschaftliche Buchgesellschaft (WBG), Darmstadt 2009, ISBN 978-3-534-20551-6.
- mit Monika Schmitz-Emans:  Masken (Philosophisch-literarische Reflexionen, Bd. 11) Verlag Die Blaue Eule, Essen 2009, ISBN 978-3-89924-262-1.
- mit Thomas Bedorf: Das Politische und die Politik. Suhrkamp Verlag, Frankfurt a. M. 2010, ISBN 978-3-518-29557-1.
- Plurale Sozio-Ontologie und Staat: Jean-Luc Nancy, Nomos, Baden-Baden 2018, ISBN 978-3-8487-4001-7.doi:10.5771/9783845282862
- mit Reinhold Clausjürgens: Michel Serres. Das vielfältige Denken. Oder: Das Vielfältige denken. Fink Verlag, Paderborn 2020, ISBN 978-3-7705-6514-6.

Darüber hinaus ist Kurt Röttgers Herausgeber von weiteren Publikationen und Verfasser von über 180 Aufsätzen.

## Belege und Anmerkungen
1. ↑  Alle Zitate aus der Webseite von Kurt Röttgers
2. ↑  Reinhold Clausjürgens, Monika Schmitz-Emans (Hrsg.): (Um-)Wege zu einer Sozialphilosophie der Postmoderne. Philosophische Exkursionen – Festschrift für Kurt Röttgers zum 80. Geburtstag. Brill | Fink, Paderborn 2024, ISBN 978-3-8467-6752-8 (brill.com).
3. ↑  Veröffentlichungen von Kurt Röttgers

| Personendaten    | Personendaten                           |
| ---------------- | --------------------------------------- |
| NAME             | Röttgers, Kurt                          |
| KURZBESCHREIBUNG | deutscher Philosoph und Hochschullehrer |
| GEBURTSDATUM     | 21. Juli 1944                           |
| GEBURTSORT       | Marienwerder                            |